# 선생 김봉두
"선생 김봉두"는 2003년에 개봉한 대한민국의 영화이다. 돈봉투만 밝히던 김봉두가 지방 산골의 학교로 전출된 후 벌어지는 사건을 그리고 있다.

## 줄거리
교사에 대한 사명감 따위는 쥐뿔도 없이 촌지만 권장하여 촌지로 아이들을 차별대우하는 악덕 초등교사 김봉두, 하지만 곧 이를 알게 된 학부모가 학교에 쳐들어오면서 모든 사실이 들통났고 교장은 전부터 지원자가 없어서 골머리를 앓고있던 강원도 산골 분교에 좌천성 발령을 내버렸다. 내년에 폐교하기 때문에 1년만 버티면 된다고 안심시켰지만 봉두는 문화와 단절된 깡촌생활을 1분 1초도 견디기 힘들어했다. 그래서 한시라도 빨리 폐교를 앞당기기 위해 온갖 수단과 방법을 동원하기 시작한다.

## 출연진
- 차승원 - 김봉두 역
- 변희봉 - 최 노인 역
- 성지루 - 춘식 역
- 이재응 - 양소석 역
- 최민주 - 김남옥 역
- 이봄 - 최애순 역
- 김홍균 - 김남진 역
- 한성진 - 장성만 역
- 김응수 - 남옥 부 역
- 김덕주 - 남옥 모 역
- 신현종 - 예순 부 역
- 전국향 - 예순 모 역
- 이재구 - 성만 부 역
- 구본임 - 성만 모 역
- 김용선 - 소석 모 역
- 최대웅 - 김봉두 부 역
- 김석 - 준석 역
- 최민수 - 어린 김봉두 역
- 이대연 - 사내 역
- 송민형 - 김봉두 부장 역